# Clause compromissoire
La clause compromissoire est une clause contractuelle que les parties à un contrat conviennent d'insérer dans le but d'exclure la compétence des tribunaux de l'État quant à un litige pouvant survenir dans le cadre de l'exécution des obligations de ce contrat. Les parties conviennent alors de confier la résolution du litige à un arbitre ou un tribunal arbitral, impartial et indépendant, dont la décision est souvent finale et sans appel. Si elles le désirent, les parties peuvent spécifier quels éléments spécifiques du contrat peuvent être soumis à l'arbitrage et lesquels demeureront de la compétence des tribunaux de l’État. 
La clause compromissoire est courante dans la sphère commerciale, ainsi que dans plusieurs secteurs d'affaires spécialisés, où la décision d'un arbitre connaissant l'univers des parties apporterait des solutions plus adaptées, plus rapides et plus discrètes que celles que pourrait amener un tribunal judiciaire. De plus, l'arbitrage laisse aux parties le choix dans la détermination de la procédure arbitrale et assure la confidentialité de la décision (une priorité dans le monde des affaires) ce qui n'est pas possible lors d'un procès judiciaire public. L'arbitre tranche généralement le litige conformément aux règles de droit, mais peut également juger en équité en jouant le rôle d'un amiable compositeur. 

## Historique
En France la clause compromissoire est validée en matière d'assurances maritimes par une ordonnance royale de 1681. La loi d'août 1790 sur l'organisation judiciaire précise que  "l'arbitrage étant le moyen le plus raisonnable de terminer les contestations entre les citoyens, les législateurs ne pourront faire aucune disposition qui tendrait à diminuer soit la faveur, soit l'utilité du compromis".  Mais un arrêt de la Cour de Cassation du 10 juillet 1843, confirmé par deux autres arrêts en 1844, proclame la nullité de la clause compromissoire, jusqu'alors reconnue valable. Dans le même temps la clause est considérée comme valide en Belgique. En 1925 la clause compromissoire n'est pas admise en France, au Brésil, en Russie alors qu'elle est acceptée en Espagne, en Angleterre, en Italie, en Suisse, aux Etats-Unis, en Allemagne et en Belgique. La loi du 31 décembre 1925 reconnait la validité de la clause en France, en matière commerciale en ajoutant à l'article 631 du code de commerce la phrase " les parties pourront, au moment où elles contractent, convenir de soumettre à des arbitres les contestations ci-dessus énumérées, lorsqu'elles viennent à se produire".

## Contextes
- En droit international public, la clause compromissoire est une clause d'un traité, prévoyant le recours au règlement arbitral ou judiciaire pour les litiges concernant l'interprétation ou l'application du traité.
- En procédure civile,  c'est une clause insérée dans un contrat, par laquelle les parties s'engagent à recourir à l'arbitrage pour les différends qui pourraient survenir entre elles.

## Droit canadien

### Common law
En common law canadienne, les arrêts de principe de la Cour suprême du Canada Douez c. Facebook et Uber Technologies Inc. c. Heller reconnaissent qu'il peut exister des limites d'ordre public aux clauses compromissoires, notamment en matière de droit de la consommation, car les citoyens ont un droit de base d'accès à la justice qui leur permet de s'adresser aux tribunaux du pays.

### Droit québécois
En droit québécois, l'arrêt GreCon Dimter inc. c. J.R. Normand inc. de la Cour suprême du Canada est un arrêt de principe en matière de clauses compromissoires. Cette décision affirme que « le législateur québécois, en adoptant l’art. 3148, al. 2 du Code civil du Québec, a reconnu la primauté de l’autonomie de la volonté des parties en matière de conflits de juridiction. Ce choix législatif favorise, par le recours aux clauses compromissoires et d’élection de for, la prévisibilité et la sécurité des transactions juridiques internationales ». L'article 3149 C.c.Q. limite l'effet des clauses compromissoires dans le contexte du droit de la consommation : « Les autorités québécoises sont, en outre, compétentes pour connaître d’une action fondée sur un contrat de consommation ou sur un contrat de travail si le consommateur ou le travailleur a son domicile ou sa résidence au Québec; la renonciation du consommateur ou du travailleur à cette compétence ne peut lui être opposée.»